# Aeroporto de Barbacena
O Aeroporto de Barbacena / Major-Brigadeiro Doorgal Borges - (IATA: QAK, ICAO: SBBQ) fica situado no município de Barbacena, Minas Gerais, a uma altitude de 1115 metros do nível do mar. É administrado pela Escola Preparatória de Cadetes do Ar, unidade integrante do Comando da Aeronáutica do Ministério da Defesa do Brasil.

## Estrutura
O Doorgal Borges está em um plano de investimentos em aeroportos do Governo Federal, passando por obras de adequação para receber voos comerciais. O aeroporto deveria ter recebido voos da OceanAir em 2007, mas devido a falta de estrutura no terminal de passageiros, a ANAC voltou a restringir o aeroporto à Aeronáutica.

## Acidentes e incidentes
- No dia 12 de junho de 2013 uma aeronave militar, com cerca de 15 tripulantes, fez um pouso forçado no Aeroporto Doorgal Borges devido a uma pane elétrica. Equipes do Corpo de Bombeiros, Samu e Bombeiros da EPCAR foram acionados, mas não houve feridos e nenhum problema, além da pane elétrica, foi detectado no avião.[4]